# Невель (Пинский район)
Не́вель (бел. Не́вель) — деревня в Хойновском сельсовете Пинского района Брестской области Республики Беларусь, на шоссе Р147, на границе с Украиной.

## Этимология
Название сопоставимо с основой, значение которой «небольшой, невеликий». В летописных документах чаще значится как Небель (возможно, от полесского термина «небель» — один из типов болота).

## Инфраструктура
Деревня имеет три улицы, две из них с асфальтовым покрытием, тротуаром на главной, и уличным освещением на железобетонных мачтах. В деревне находятся:
- межгосударственный пограничный пункт пропуска через белорусско-украинскую границу (разрешён проход и проезд только гражданам Беларуси и Украины). В 1 км к югу от деревни, с другой стороны границы, расположено село Прикладники (Ровненская область).
- магазин смешанного ассортимента.

Действует автобусное сообщение по маршрутам Пинск — Семеховичи (транзитный) и Пинск — Невель.

## Экономика
Жители деревни занимаются сельским хозяйством, работают в городе Пинске, ведут сезонные (ягоды, грибы, охота, рыболовство) и отхожие (заработки в других областях Белоруссии и России) промыслы. Имеет место активная приграничная торговля частного характера со стороны граждан обоих государств.

## Демография
117 человек (по переписи 2009 года): белорусы — 73 %, украинцы — 26 %, прочие национальности — 1 %.

## Фотогалерея

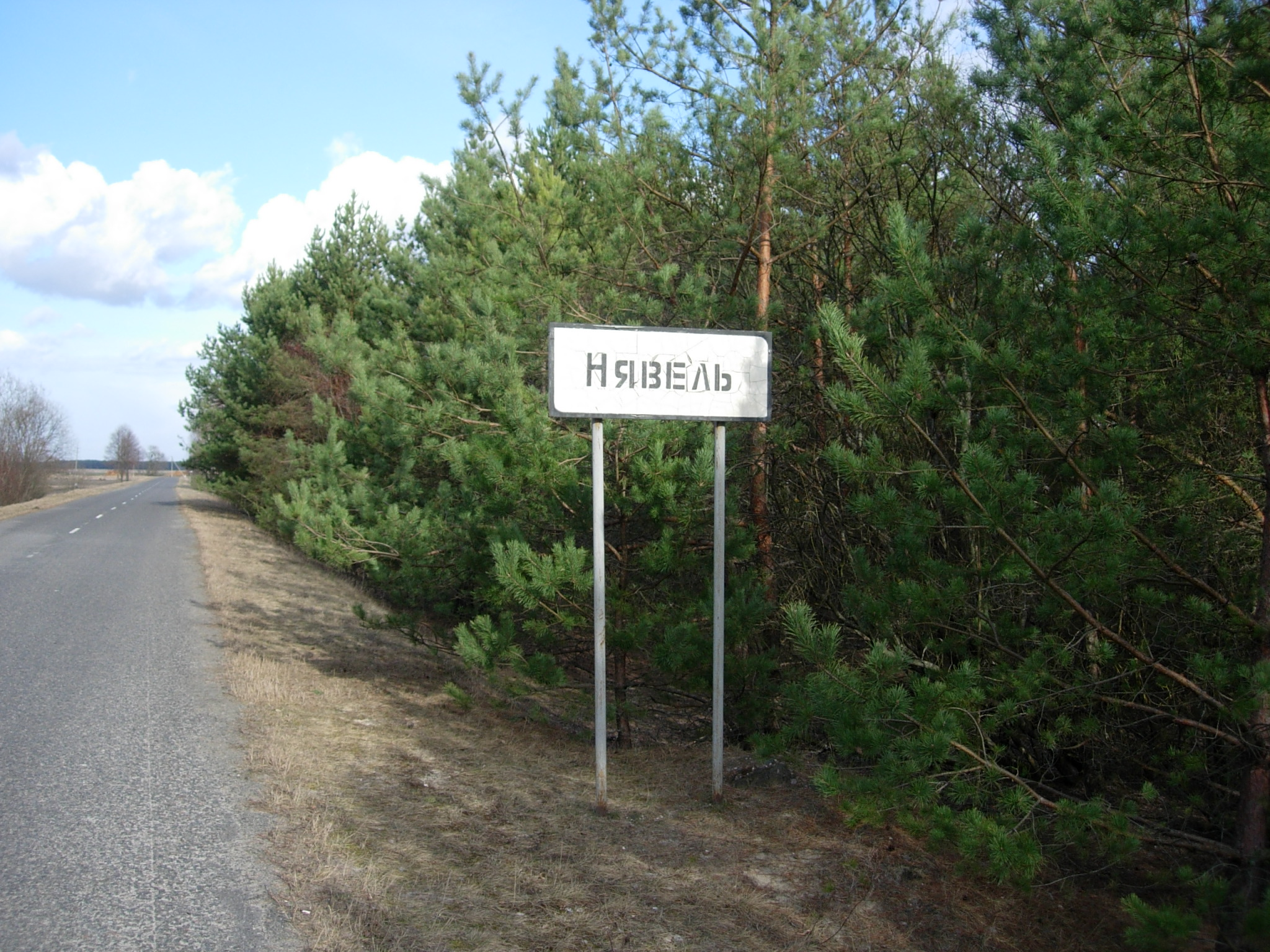
Невель
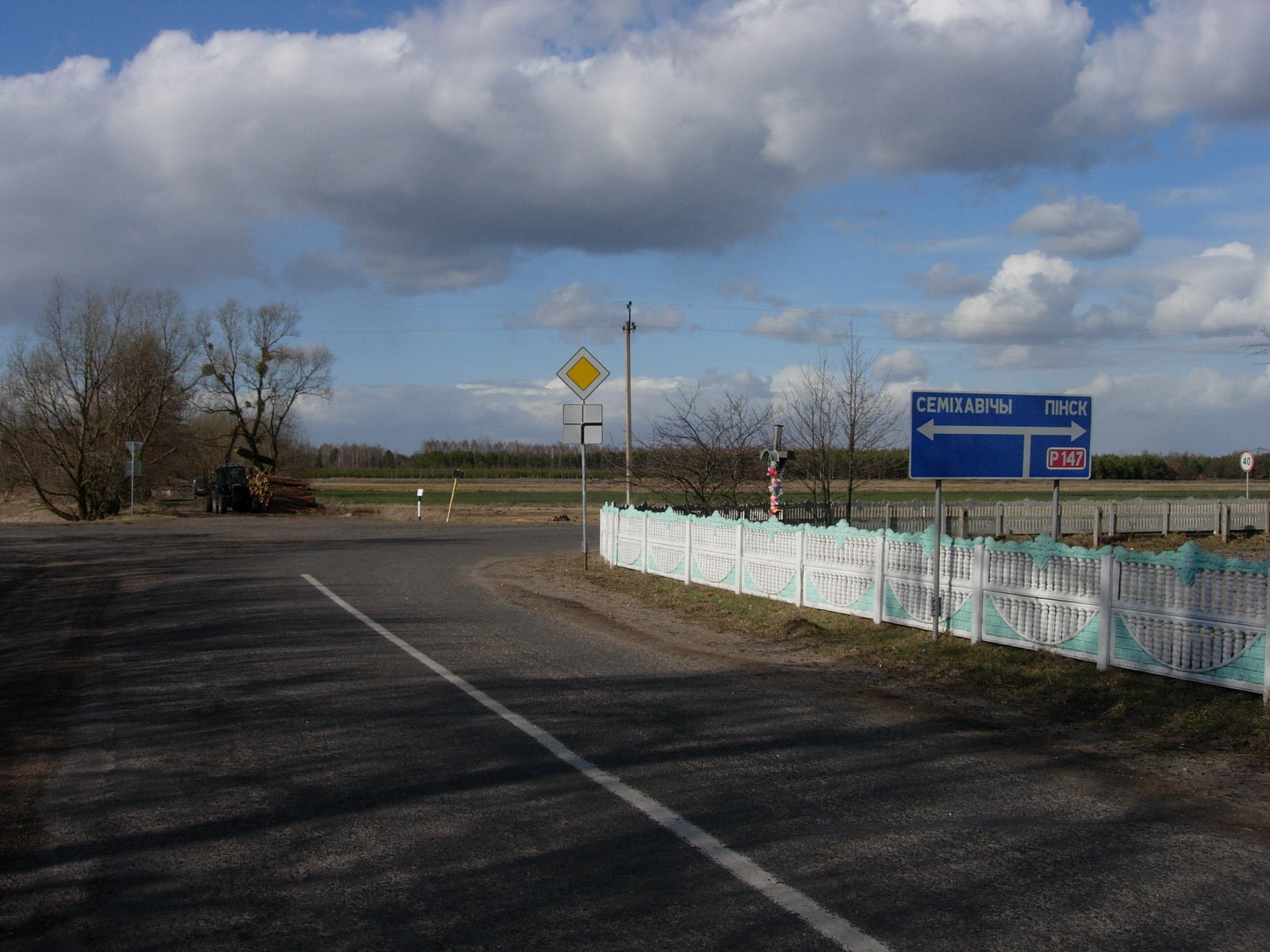
Перекрёсток
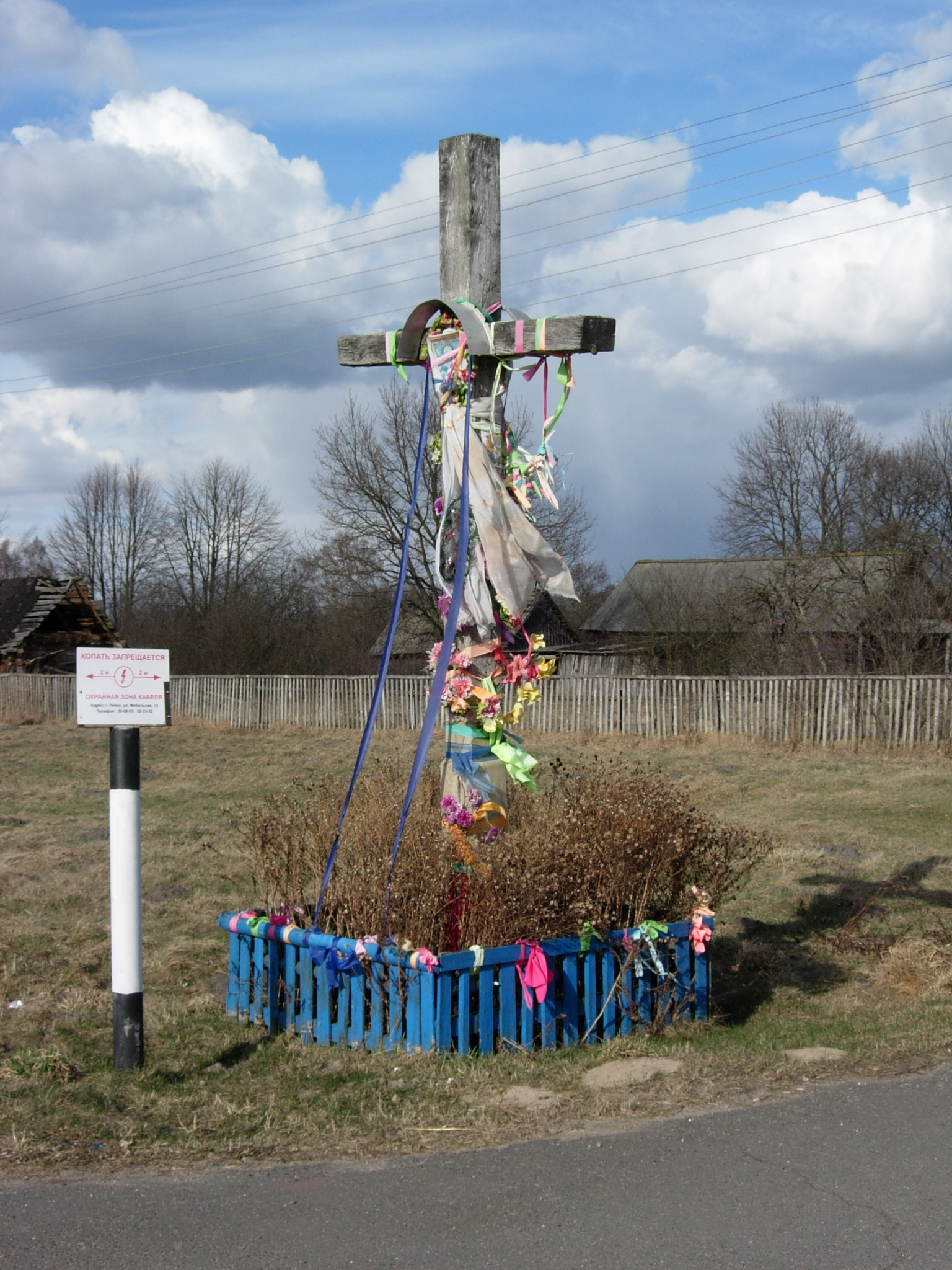
Славянский крест
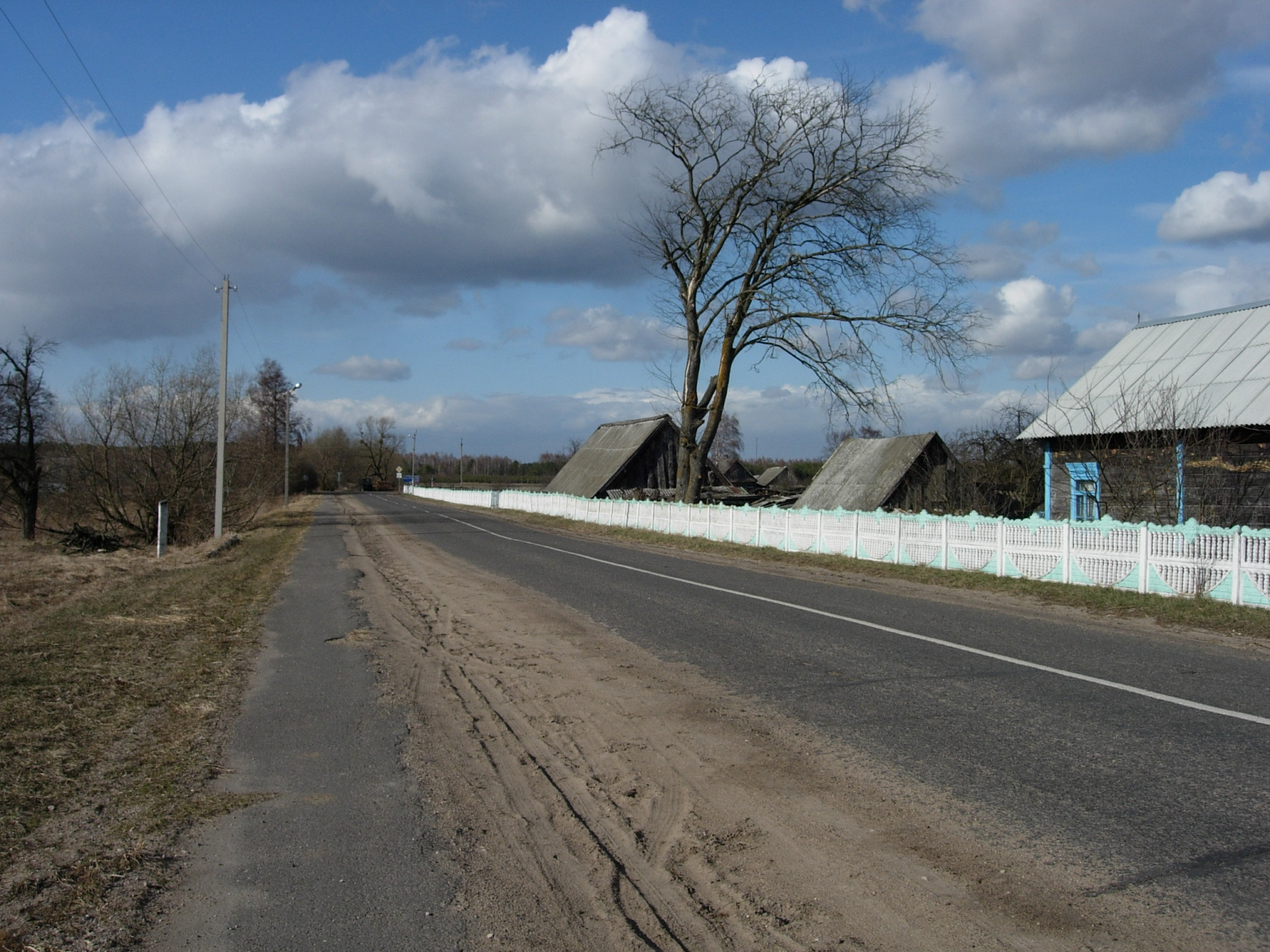
Главная улица
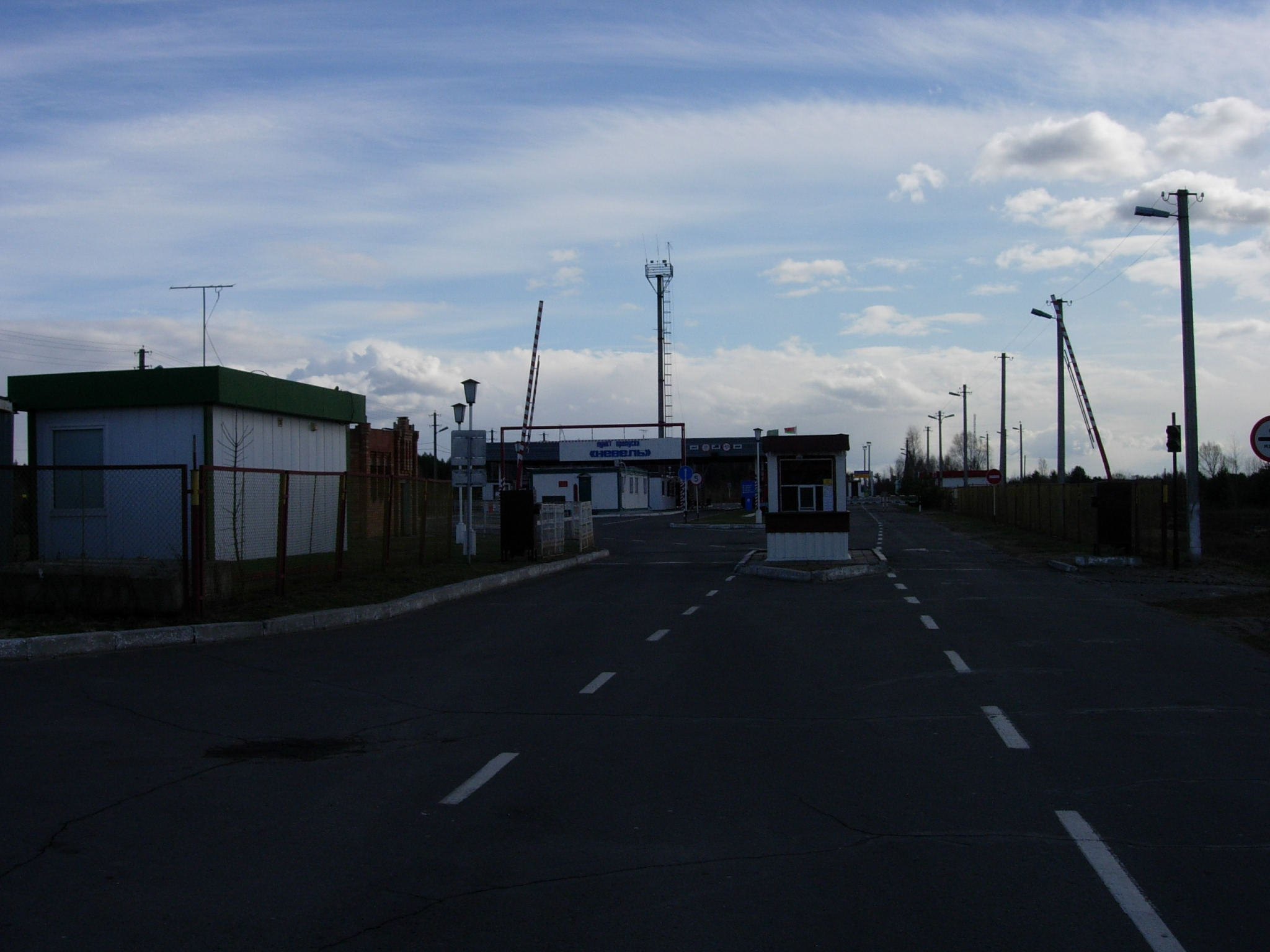
КПП Невель